# Enrique Cibié
Enrique Andrés Marcelo Matías Gabriel Cibié Bluth (17 de julio de 1953) es un ingeniero comercial, empresario, dirigente gremial y consultor chileno, exgerente general corporativo y expresidente del directorio de Farmacias Ahumada (Fasa).
Hijo de Andrés Cibié Paolinelli y Anne Bluth Lafourcade, estudió ingeniería comercial en la Pontificia Universidad Católica de la capital. Posteriormente alcanzó un Maestría en Administración de Negocios (MBA) por la Universidad de Stanford, en los Estados Unidos.
Recibió su título en 1976. Entre ese año y 1978 se desempeñó como director de Watt's Alimentos. A principios de ese ejercicio fue invitado a formar parte del grupo liderado por el empresario Ricardo Claro como subgerente comercial de Cristalerías de Chile. Un año más tarde fue nombrado gerente de desarrollo de Agsa Metal, desde donde fue promovido, luego, a gerente de administración y finanzas. A comienzos de los '80 fue nombrado gerente general de Viña Santa Rita.
Entre 1986 y 1992 ocupó el cargo de gerente general de  Pepsicola Interamericana para Chile, Perú y Ecuador y gerente general de Embotelladora Chile. Entre 1992 y 1996, en tanto, se dedicó al área de las asesorías independientes. Fue en ese período en que fue invitado a formar parte del directorio de Viña Canepa, llegando a ser presidente de la Asociación de Exportadores y Embotelladores de Vinos de Chile.
Entre 1996 y 2001 laboró como gerente general de Embotelladora Williamson Balfour/Embonor.
De 2001 a 2004 fue gerente general corporativo de Fasa, tocándole liderar la internacionalización, así como la consolidación de la estructura de administración de la compañía.
Entre 2005 y 2009 ocupó la gerencia general corporativa de la forestal Masisa. Hacia fines del último año volvió a Fasa, esta vez como presidente, cargo en que le tocó enfrentar los efectos del acuerdo alcanzado con la Fiscalía Nacional Económica por el que la firma reconoció la maipulación concertada de los precios de 222 fármacos.
Dejó esta responsabilidad en octubre de 2010, tras la toma de control por parte de la mexicana Casa Saba.